# Piazza Albania
La Piazza Albania est une place de Rome en Italie, sur le viale Aventino près de la porta San Paolo, à proximité de l'Aventin dans le rione de San Saba.

## Histoire
La place a été conçue dans le cadre du développement urbanistique de Rome de 1883, dans le projet de restructuration de l'Aventin et l'élargissement de Testaccio vers la via Marmorata et le rione de San Saba.
La place était initialement dénommée Piazza Raudusculana, en raison de sa proximité avec la Porta Raudusculana (disparue). Son nom est changé le 4 juillet 1940 par le pouvoir mussolinien pour devenir la Piazza Albania commémorant l'annexion de l'Albanie par l'Italie, l'année précédente, intégrant le royaume albanais (1939-1943) au royaume d'Italie par l'Italie fasciste.

## Monuments
La place accueille une statue équestre de Skanderbeg, un héros national albanais du XVe siècle, œuvre du sculpteur Romano Romanelli.

## Accès
La Piazza Albania est accessible par la ligne B du métro de Rome aux stations Circo Massimo et Piramide.